# Wilco Kelderman
Wilco Kelderman (* 25. März 1991 in Barneveld) ist ein niederländischer Radrennfahrer.

## Sportliche Laufbahn
Wilco Kelderman gewann 2007 in der Anfängerklasse eine Etappe und die Gesamtwertung beim Critérium Européens des Jeunes. Im Jahr darauf gewann er in der Juniorenklasse eine Etappe bei der Acht van Bladel, zwei Etappen bei der Tour de la Région de Lodz, die Gesamtwertung von Liège-La Gleize und den Curitas Classic Diegem. 2009 war er bei einem Teilstück der Internationale 3-Etappen-Rundfahrt erfolgreich und entschied auch die Gesamtwertung für sich. Außerdem gewann er eine Etappe bei den Tre Giorni Orobica.
In den Jahren 2010 und 2011 fuhr Kelderman für das niederländische Farmteam Rabobank Continental. In seinem ersten Jahr dort gewann er eine Etappe und die Gesamtwertung bei der Tour Alsace. Er gewann 2011 die Tour of Norway, zwei Etappen und die Gesamtwertung der Thüringen-Rundfahrt und wurde niederländischer U23-Meister im Einzelzeitfahren.
2012 wechselte er in das UCI ProTeam Rabobank und wurde Sieger der Nachwuchswertung der Kalifornien-Rundfahrt 2012 sowie der Tour de Romandie 2013. Er wurde Siebter des Giro d’Italia 2013 und gewann anschließend die Gesamtwertung der Dänemark-Rundfahrt. 2015 wurde Kelderman niederländischer Zeitfahrmeister der Elite.
Zur Saison 2017 wechselte Keldermann zum Team Sunweb, mit dem er im selben Jahr bei den Weltmeisterschaften den Titel im Mannschaftszeitfahren gewann. Er knüpfte an sein Ergebnis beim Giro d’Italia 2014 an und belegte bei der Vuelta a España 2017, 2018 und 2019 die Plätze vier, zehn und sieben. Beim Giro d’Italia 2020 trug Keldermann zwei Tage die Maglia Rosa und beendete die Rundfahrt als Gesamtdritter.
Im Januar 2021 erlitt er bei einem Unfall während einer Trainingsausfahrt eine starke Rückenfraktur. Die Tour de France 2021 beendete er als Gesamtfünfter. In der Saison 2022 war er ein wichtiger Helfer von Jai Hindley bei dessen Sieg beim Giro d’Italia, bei der Vuelta a España verpasste er auf der 12. Etappe als Zweiter nur knapp den ersten Etappensieg bei einer Grand Tour.
Nach zwei Jahren bei Bora-hansgrohe kehrte Keldermann zur Saison 2023 zu seinem früheren Team Jumbo-Visma zurück.

## Erfolge
2010
- Gesamtwertung und eine Etappe Tour Alsace

2011
- Gesamtwertung Tour of Norway
- Niederländischer Meister – Einzelzeitfahren (U23)
- Gesamtwertung und zwei Etappen Thüringen-Rundfahrt
- Prolog Tour de l’Ain

2012
- Nachwuchswertung Kalifornien-Rundfahrt

2013
- Gesamtwertung und eine Etappe Dänemark-Rundfahrt
- Nachwuchswertung Tour de Romandie

2015
- Niederländischer Meister – Einzelzeitfahren

2016
- Niederländische Meisterschaft – Einzelzeitfahren
- Nachwuchswertung Tour du Poitou Charentes

2017
- Weltmeister – Mannschaftszeitfahren

2018
- Weltmeisterschaft – Mannschaftszeitfahren

## Grand-Tour-Platzierungen
| Grand Tour            | 2013 | 2014 | 2015 | 2016 | 2017 | 2018 | 2019 | 2020 | 2021 | 2022 | 2023 | 2024 | 2025 |
| --------------------- | ---- | ---- | ---- | ---- | ---- | ---- | ---- | ---- | ---- | ---- | ---- | ---- | ---- |
| Giro d’ItaliaGiro     | 17   | 7    | –    | –    | DNF  | –    | –    | 3    | –    | 17   | –    | –    | 37   |
| Tour de FranceTour    | –    | –    | 79   | 32   | –    | –    | DNF  | –    | 5    | –    | 18   | 21   |      |
| Vuelta a EspañaVuelta | –    | 14   | –    | –    | 4    | 10   | 7    | –    | –    | 18   | 25   | –    |      |